# Нарышкин, Сергей Кириллович
Сергей Кириллович Нарышкин (7 [19] апреля 1819, Российская империя — 15 [27] июля 1855, Тихонова Успенская пустынь) — русский дворянин из династии Нарышкиных. Штабс-ротмистр в отставке. Владелец усадеб Борки и Сергиевка.

## Биография
Родился 7 апреля 1819 года. Его отец — придворный обер-гофмаршал Кирилл Александрович Нарышкин. Мать — княжна Мария Яковлевна Лобанова-Ростовская. У Сергея был старший брат Лев, и старшая сестра Александра. Ему было 3 года, когда отец получил имение Сергиевку. Сергей получил хорошее домашнее образование.

В 1837 году был зачислен в Кирасирский полк юнкером, с 1839 года — корнет. В 1843 году при Военном министерстве стал адъютантом. Как пишет К. К. Ротиков, среди адъютантов военного министра С. К. Нарышкин получил особую известность. Он 
произвёл как-то сенсацию в Елизаветграде, находясь там при армейском корпусе генерала Сакена… Нарышкин явился одетый маркизой, в платье, стоившем 10 тысяч рублей, не считая бриллиантов.
 В 1845 году был отправлен в отставку в звании штабс-ротмистра.
В Шацком и Моршанском уездах владел обширными имениями: селами Борки, Кермесь, Свистуновка; деревнями Львовка, Парсат и Сергиевка, с 2500 крепостными крестьянами мужского пола. Зимой Сергей жил в Борках, летом в Свистуновке.
Сергей Нарышкин имел много долгов. Из-за этого в 1850 году его имение попало под опеку, и он не мог распоряжаться своими доходами. Пожертвовал Вышенской пустыни 150 000 золотых монет. Отмечается, что «имена Нарышкиных братия монастыря внесла в свой Синодик для каждодневного поминовения за Божественной литургией». В конце жизни жил под надзором в Оптиной пустыни:
прислан из Тамбова с квартальным отставной штабс-ротмистр Сергей Кириллович Нарышкин, назначен по Высочайшему повелению, по доносу на него дворовых людей, на покаяние на 3 года, в строгий монастырь.
 Он не был женат. Скорее всего был послушником, так как в его гардеробе насчитывалось 9 подрясников. Перед смертью он совершал паломничества по монастырям России.
Умер 15 июля 1855 года в Тихоновой пустыни, где и похоронен.

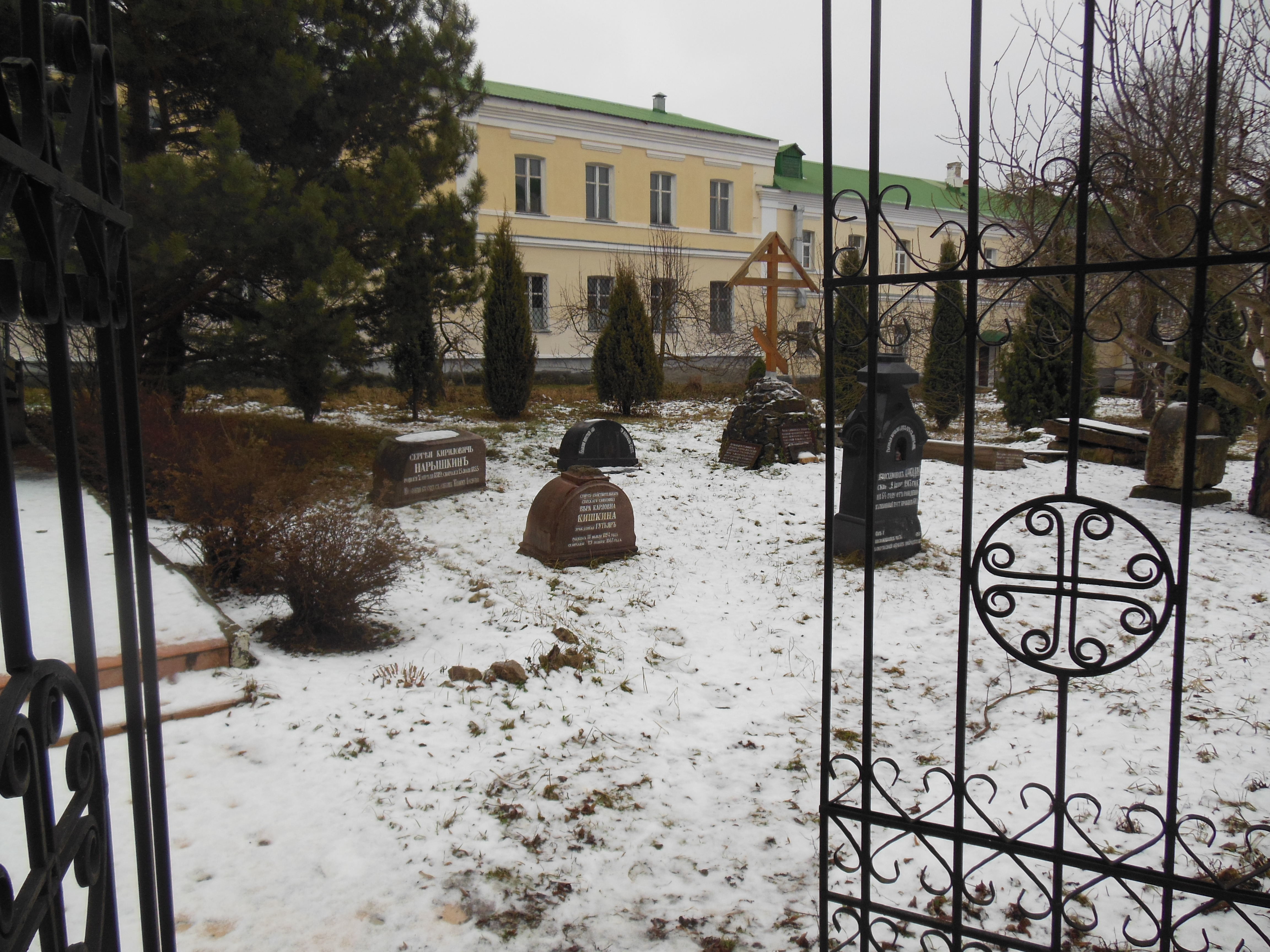
Некрополь Тихоновой пустыни, в котором похоронен Нарышкин (прямоугольное надгробие слева).

## Предки
Прадед по отцу — Нарышкин, Лев Александрович (1733—1799, обер-шталмейстер Екатерины 2)
Дед по отцу — Нарышкин, Александр Львович (1760—1826, обер-гофмаршал, директор Императорских театров)
Дед по матери — князь Лобанов-Ростовский, Яков Иванович (1760—1831, генерал-губернатор Малороссии)
Дядя — Нарышкин, Лев Александрович (1785—1846, генерал-лейтенант, генерал-адъютант)
Отец — Нарышкин, Кирилл Александрович (1786—1838, обер-гофмаршал)
Мать — княжна Лобанова-Ростовская, Мария Яковлевна (1789—1854)
Братья — Нарышкин, Лев Кириллович (1809—1855, крестник Александра 1), Николай и Александр (ум. в детстве)
Сёстры — Александра (1817—1856), Наталья (1812—1818)